# Битва за плацдарм Нарва
Битва за плацдарм Нарва (нім. Schlacht um den Brückenkopf von Narva, ест. Narva lahingud) — серія битв та боїв на північному фланзі Східного фронту Другої світової війни між військами Ленінградського фронту та армійською групою «Нарва» за оволодіння стратегічно важливим Нарвським перешийком. Перша та найбільш тривала фаза багатомісячної битви за Нарву.

## Загальні дані
У битві за утримання стратегічно важливого Нарвського перешийку на боці німців, крім естонських колабораціоністів, брала участь значна кількість добровольців у складі частин Ваффен-СС з Норвегії, Данії, Нідерландів, Бельгії. Деякі західні історики тому звуть цю битву за активну участь кампанією Європейських СС проти більшовизму. У той же час, колабораціоністські формування брали безпосередню участь у знищенні єврейського населення в Балтії, зокрема в Естонії.
Наступ на нарвському напрямку проводився радянськими військами в контексті Ленінградсько-Новгородської операції і мав за мету опанування Естонії, яка була анексована Радянським Союзом літом 1940 року. Захопивши кілька плацдармів на річці Нарва, Червона армія зав'язла в укріпленнях німецької лінії Вотан, що спиралися на потужні оборонні смуги поздовж річки від Нарвської затоки Балтійського моря до Чудського озера. Запеклі бої розгорнулися з лютого і тривали з короткими перервами до кінця квітня 1944. Наступом у ході операції 24-30 липня 1944 радянські війська опанували вузловий пункт оборони німецьких військ місто Нарву, однак супротивник відступив на 16 кілометрів на заздалегідь підготовлені рубежі, де продовжив вперто оборонятися на займаних позиціях. Війська Вермахту на цьому напрямку спромоглися блокувати наступ Червоної армії на вузькій смужці поздовж узбережжя на 5 місяців.